# 慕尼黑啤酒节

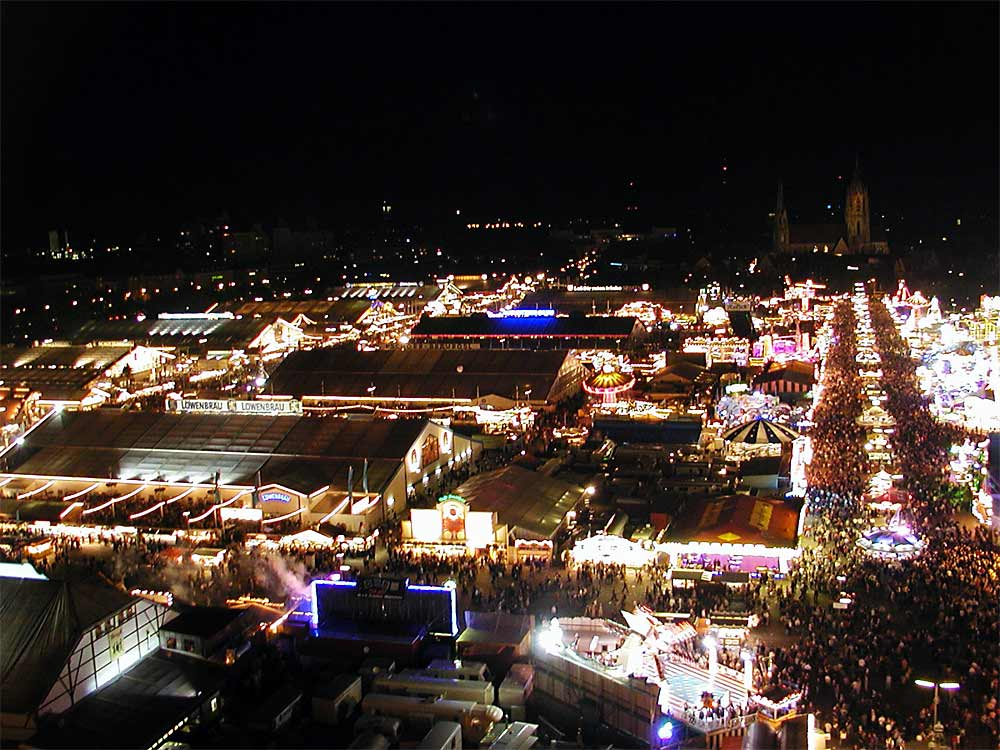
啤酒節夜景

慕尼黑啤酒節（又稱「十月節」）每年九月末到十月初在德國的慕尼黑舉行，持續兩周（大概16天），是慕尼黑一年中最盛大的活動。2002年大約有六百萬人參加了啤酒節，許多其他城市也效法慕尼黑舉辦「十月節」。
啤酒節最初起源於1810年，為慶祝路德维希王子的婚禮所舉辦，不過現今已經轉為嘉年華了。在2020年和2021年，啤酒节因新冠疫情而取消。

## 啤酒節開幕
始於 1887 年，慕尼黑啤酒餐廳的老闆和啤酒廠商開始參加啤酒節開幕式，員工、銅管樂隊，並帶著一桶桶的啤酒四處遊行。從那時起，遊行成為每年的固定儀式。在 Münchner Kindl （慕尼黑小孩--慕尼黑市徽）的開導下，慕尼黑市長乘坐馬車，帶著啤酒廠專有的馬車及表演者的花車前行，啤酒節的專屬樂隊伴隨而行。
馬車遊行從市中心到啤酒節場地大帳篷時，正好在中午12點鐘。當隊伍完全到達時，立即鼓樂齊奏、彩旗飛揚。在市長簡短致辭後，手持木槌將桶栓敲進大啤酒桶，並高喊“ Ozapft ist! ”（開桶了），此時節日正式宣告開始，在沸騰呼聲中揭開序幕。傳統上，巴伐利亞邦的部長兼總統會喝下第一公升的啤酒。隨後在 Ruhmeshalle （巴伐利亞名人堂）建築物的樓梯上發出 12 槍響，以向市內其他餐館老闆發出提供啤酒的信號。 每年，遊客都好奇市長究竟需要敲擊幾次才能讓啤酒流出，甚至有人以此下注博彩。
在啤酒節的第一個星期天，約8千名參與者穿上歷史悠久的啤酒節服裝，從邦議會建築出發，經過 7 公里的遊行到達節日的場地。從 1950 年以後，這個遊行基本上每年會舉辦一次，是全球同類型最大規模的遊行之一，也已成為慕尼黑啤酒節的觀光亮點。
這場遊行也是由 Münchner Kindl （慕尼黑小孩--慕尼黑市徽）所領導的，跟隨在後的是市議會、市政府和巴伐利亞邦的部長及夫人、傳統服裝裝扮者和來福槍俱樂部、樂隊、遊行樂隊、揮旗手，還有大約 40 輛裝飾馬車和手推車。參與遊行的俱樂部和團體大多來自巴伐利亞邦，但也有來自德國其他地區、奧地利、瑞士、義大利北部和其他歐洲國家。

## 活動日期
- 2005年：9月17日--10月3日
- 2006年：9月16日--10月1日
- 2007年：9月22日--10月6日
- 2008年：9月20日--10月5日
- 2009年：9月19日--10月4日
- 2010年：9月18日--10月3日（慕尼黑啤酒节200年）
- 2011年：9月17日--10月3日
- 2012年：9月22日--10月7日
- 2013年：9月21日--10月6日[5]
- 2014年：9月20日--10月5日
- 2015年：9月19日--10月4日
- 2016年：9月17日--10月3日
- 2017年：9月16日--10月3日
- 2018年：9月22日--10月7日
- 2019年：9月21日--10月6日
- 2022年：9月17日--10月3日
- 2023年：9月16日--10月3日
- 2024年：9月21日--10月6日

## 其他城市的十月節
- 德國之外最大的十月節是加拿大安大略省的Kitchener-Waterloo，時間是在加拿大的感恩節左右，這個雙子城有不少德裔居民。
- 另一個比較大的活動在辛辛那提，超過五十萬人參加了2002年的辛辛那提十月節。
- 美國華盛頓州有一個讓人感覺像到了巴伐利亞的小城Leavenworth, 每年十月的頭兩個星期舉行十月節的活動
- 美國德克薩斯的New Braunfels也舉行十月節的活動，除此之外還有Mount Angel, Oregon、La Crosse, Wisconsin、Lancaster County, Pennsylvania和Panama City, Florida、Hays, Kansas以及巴伐利亞小城的複製品Helen, Georgia等城市。
- 在巴西的Blumenau也舉行盛大的十月節活動，巴西還有許多德國人建立的城市也有他們自己的十月節，比如Santa Cruz do Sul, Rolandia, Sao Jose do Cedro, Seara 和 Itapiranga.
- 在阿根廷，一個叫做Villa General Belgrano in the Cordoba Province 舉辦全國最大和最著名的十月節活動。
- 青岛国际啤酒节，是亚洲最大的啤酒节，与捷克啤酒节、德国慕尼黑啤酒节、日本札幌啤酒节一同并列为全球四大啤酒节，始于1991年。与德国不同，青岛啤酒节通常在每年8月盛夏的时候举行。
- 香港從1991年起慶祝十月節，由馬可波羅酒店舉辦。
- 在澳門，由澳門美高梅舉辦慶祝十月節。
- 越南胡志明市自1992年起慶祝十月節，地點在赤道飯店（Hotel Equatorial）。
- 中國大連中國國際啤酒節從2005年始，多次與德國十月節有過合作並成功舉辦[6]。
- 中國北京2013年9月6日至21日在北京奧林匹克公園觀光塔西側舉行首屆「慕尼黑啤酒節—北京之旅」
- 中國成都2014年5月22日至6月7日在在成都國際非物質文化遺產博覽園首屆「慕尼黑啤酒節—成都之旅」
- 馬來西亞雪蘭莪州万达广场在2014年舉辦慕尼黑啤酒節時，被伊斯蘭黨人士投訴宣傳活動違反伊斯蘭教的宗教道德。[7]随后在2017年啤酒节课题又再马来西亚挑起，引起轩然大波，并导致在吉隆坡的2017年绝佳啤酒节[8]、雪兰莪州灵市万达啤酒节[9]和巴生先都广场德国美食派对[10]先后被取消。换言之只有槟城和砂拉越不禁止举办啤酒节[11]。

世界許多其他地方也舉辦啤酒節，不過十月節這個名字一直屬於慕尼黑的這一活動。

## 外部連結
- 慕尼黑啤酒節
- Hofbrau啤酒節帳篷 （页面存档备份，存于）
- 照片
- 加拿大的Kitchener-Waterloo十月節（页面存档备份，存于）
- 巴西十月節
- Oktoberfest in Helen
- Lancaster Liederkranz （页面存档备份，存于）
- Oktoberfest in Leavenworth Washington （页面存档备份，存于）
- 辛辛那提十月節
- 從圖片 编辑“慕尼黑啤酒节